# Bifrenaria charlesworthii
Bifrenaria charlesworthii là một loài lan.
 Tư liệu liên quan tới Bifrenaria charlesworthii tại Wikimedia Commons

## Hình ảnh

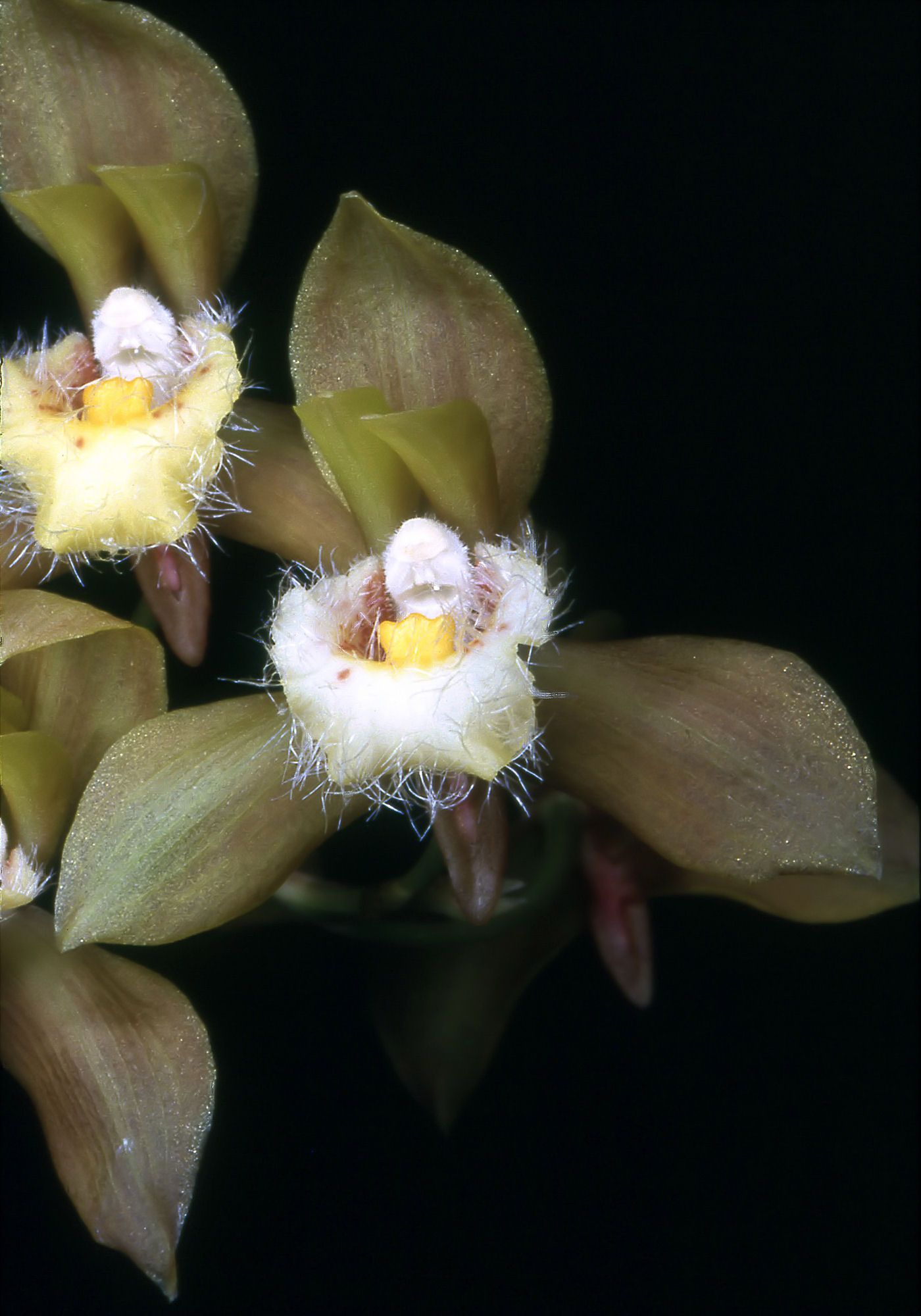
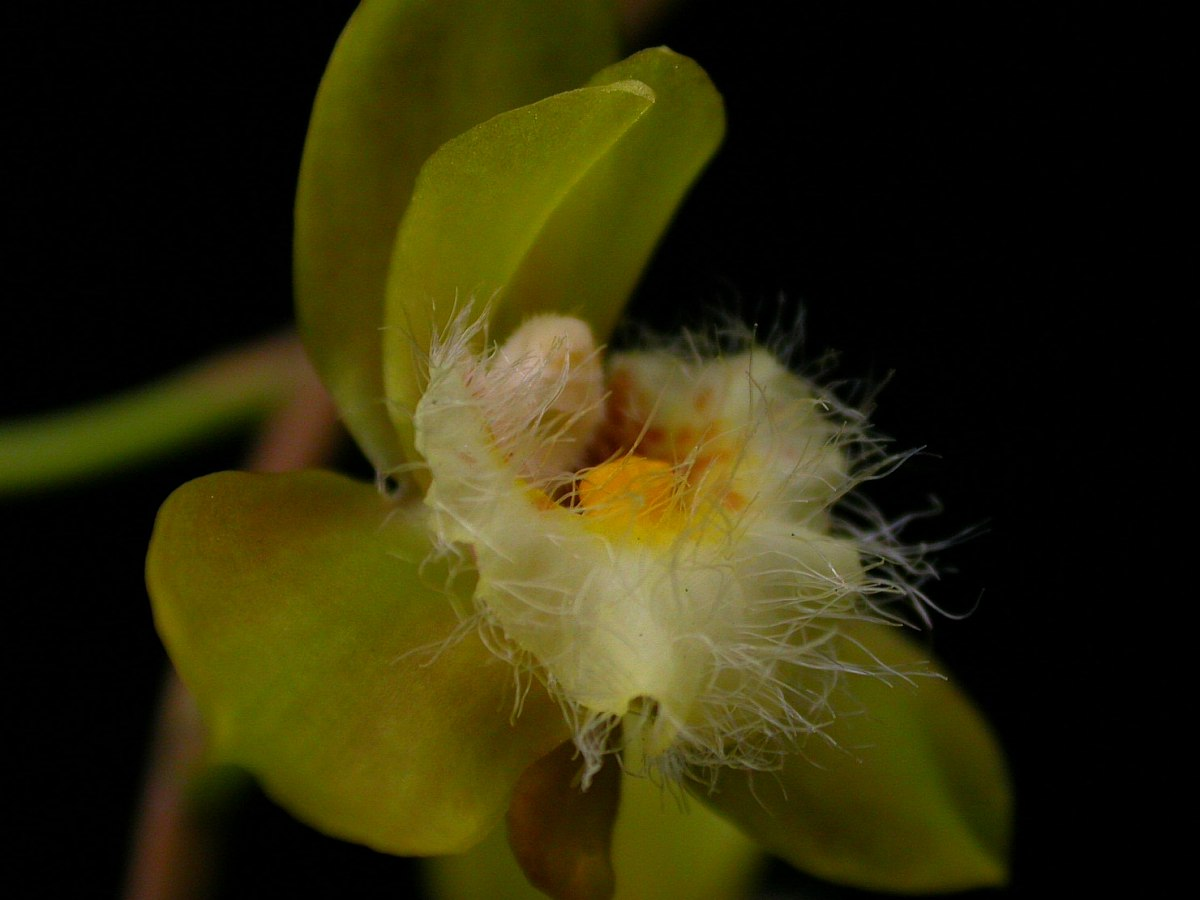
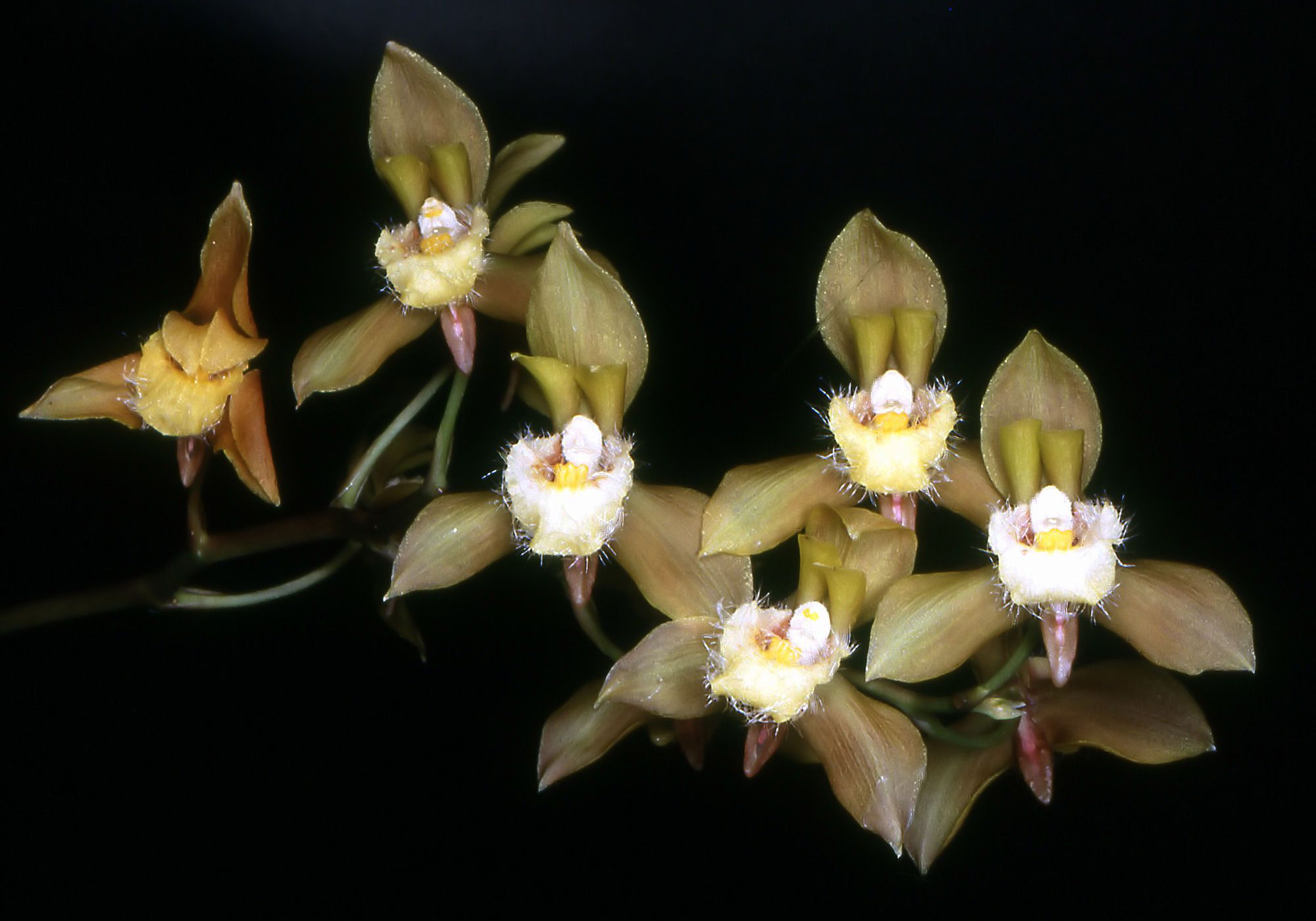
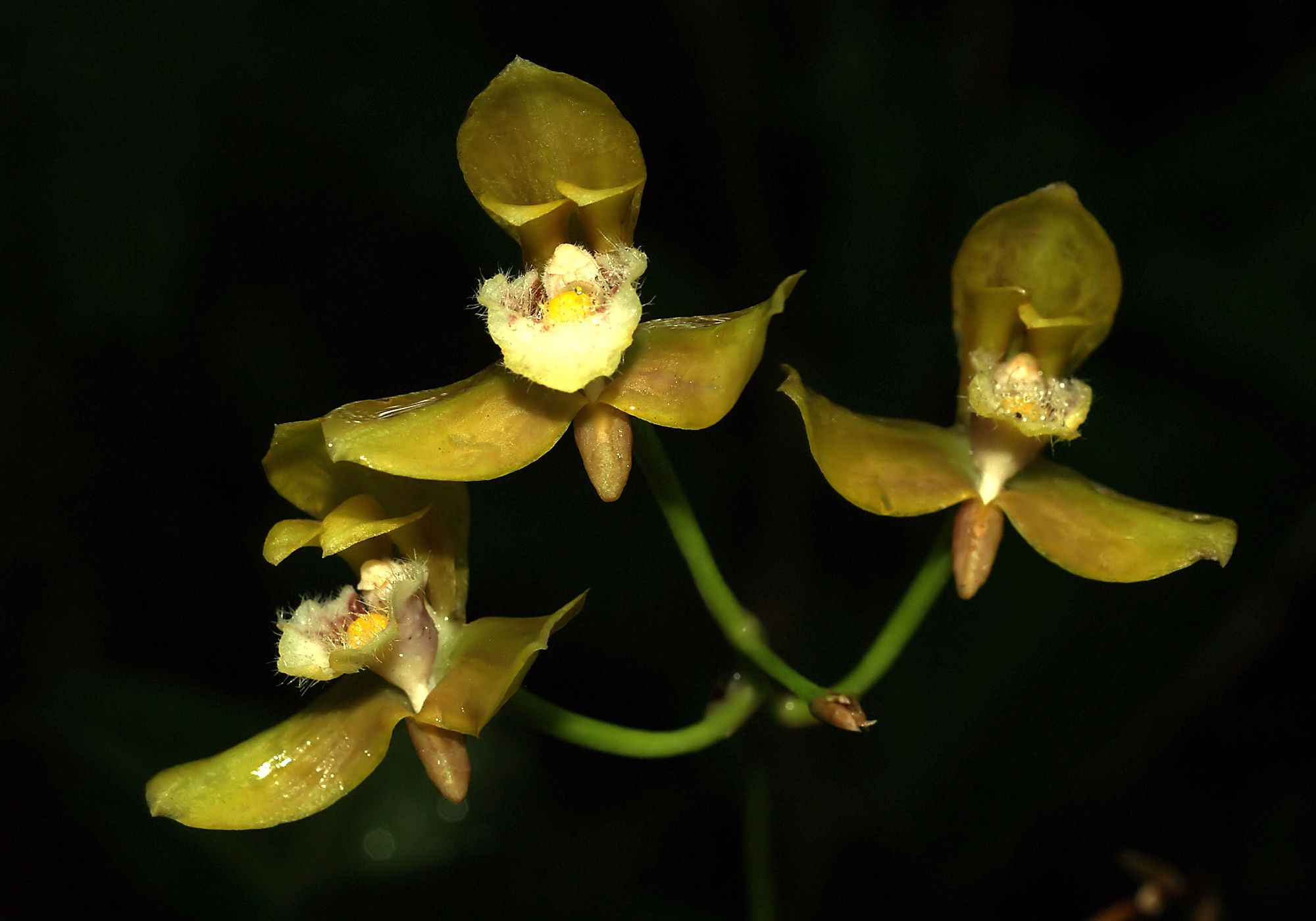